# Helen (Rakete)
Helen war eine Versuchsrakete, die von der nichtstaatlichen rumänischen Raumfahrt-Forschungsorganisation ARCA entwickelt wurde. Die Rakete sollte von einem Schiff aus mit einem Ballon in die Stratosphäre gebracht und dort gezündet werden. Sie war Teil eines Mondflugprojekts, mit dem die ARCA ab 2008 an dem Wettbewerb Google Lunar X-Prize teilnahm.

## Startversuche
Am 16. November 2009 gab die X-Prize Foundation bekannt, dass ein geplanter Start der Rakete verschoben worden sei. Starke Wasserströmungen hätten das Aufblasen des Ballons so lange verzögert, bis nicht mehr genug Sonnenstrahlung vorhanden war.
Ein weiterer Startversuch mit der Rakete Helen 2 trug die Bezeichnung Mission 4 und sollte am 4. August 2010 stattfinden. Er musste nach einem Riss der Ballonhülle abgebrochen werden.
Ein erneuter Versuch am 1. Oktober 2010 unter der Bezeichnung Mission 4B war erfolgreich. In einer Höhe von 14 Kilometern startete die Rakete vom Ballon und erreichte eine Gipfelhöhe von 40 Kilometern.